# نظریه چرخه اجتماعی
نظریه‌های چرخه اجتماعی (به انگلیسی: Social cycle theories) یکی از قدیمی‌ترین نظریه‌های اجتماعی در جامعه‌شناسی است. برخلاف نظریه تکامل گرایی اجتماعی، که فرگشت اجتماعی-فرهنگی و تاریخ انسان را به عنوان پیشروی در جهت (های) جدید و منحصر به فرد می‌داند، نظریه چرخه جامعه‌شناختی استدلال می‌کند رویدادها و مراحل جامعه و تاریخ به‌طور کلی خود را در چرخه تکرار می‌کند. چنین نظریه‌ای لزوماً به این معنا نیست که پیشرفت اجتماعی نمی‌تواند وجود داشته باشد. در نظریه اولیه سیما چیان و نظریه‌های جدیدتر چرخه‌های سیاسی – جمعیتی بلندمدت (سکولار) و همچنین در نظریه وارنیک پرابهات رانجان سارکار یک حسابداری صریح از پیشرفت اجتماعی ساخته شده‌است.

## پیشگامان تاریخی
تفسیر تاریخ به عنوان تکرار چرخه‌های عصر تاریک و طلایی یک باور رایج در میان فرهنگ‌های باستانی بود. Kyklos (یونانی باستان: [kýklos] چرخه) اصطلاحی است که توسط برخی از نویسندگان کلاسیک یونانی برای توصیف آن چیزی استفاده می‌شد که آنها به عنوان چرخه حکومت‌ها در یک جامعه در نظر می‌گرفتند. بر اساس تاریخ یونانی، تقریباً معادل دولت-شهرها در همان دوره بود. مفهوم «کیکلوس» برای اولین بار در کتاب افلاطون توسط ارسطو و به‌طور گسترده‌تر توسط پولیبیوس شرح داده شد. همه آنها تفسیر خود را از چرخه و راه‌حل‌های ممکن برای شکستن چرخه ارائه کردند زیرا فکر می‌کردند چرخه مضر است. نویسندگان بعدی مانند سیسرون و نیکولو ماکیاولی هم دربارهٔ «کیکلوس» نظر دادند. دیدگاه چرخه‌ای محدودتر از تاریخ که به‌عنوان چرخه‌های تکراری از رویدادها تعریف می‌شود، در جهان آکادمیک در سده نوزدهم در تاریخ‌شناسی (شاخه‌ای از تاریخ‌نگاری) مطرح شد و مفهومی است که در دسته‌بندی جامعه‌شناسی قرار می‌گیرد. با این حال، نظر پولیبیوس، ابن خلدون (رجوع کنید به عصبیت) و جامباتیستا ویکو را می‌توان به‌عنوان پیش‌درآمد این تحلیل دانست. سکولوم در زمان روم شناسایی شد. در زمان‌های اخیر، پرابهات رانجان سارکار در نظریه چرخه اجتماعی از این ایده برای توضیح تفسیر خود از تاریخ استفاده کرده‌است.

### افلاطون
افلاطون چرخه حکومت‌ها را در مجلد هشتم و نهم کتاب جمهور توصیف می‌کند. او پنج شکل حکومت را از یکدیگر متمایز می‌سازد: آریستوکراسی، تیموکراسی، الیگارشی، دموکراسی و استبدادی و می‌نویسد حکومت‌ها به ترتیب در این نظم از آریستوکراسی (اشرافیت) به استبدادی تبدیل می‌شوند. چرخه حکومت‌های مورد توجه افلاطون با انسان‌شناسی او از حاکمانی مرتبط است که با هر شکلی از حکومت می‌آیند. این فلسفه با نحوه انجام چرخه حکومت‌ها درهم تنیده‌است. آریستوکراسی توسط افراد اشرافی اداره می‌شود که حکومت‌شان بر اساس عقلانیت آنها هدایت می‌گردد. زوال آریستوکراسی به تیموکراسی زمانی اتفاق می‌افتد که افرادی که صلاحیت کمتری برای حکومت دارند به قدرت می‌رسند. فرمانروایی و تصمیم‌گیری آنها با شرافت هدایت می‌شود. به محض اینکه حاکمان در تیموکراسی در جستجوی ثروت عمل کنند به الیگارشی تبدیل می‌شود. الیگارشی زمانی به دموکراسی تبدیل می‌شود که حاکمان به نمایندگی از آزادی عمل کنند. و سرانجام، دموکراسی زمانی به استبدادی تبدیل می‌شود که حاکمان عمدتاً به دنبال قدرت باشند. افلاطون باورمند است داشتن یک شهریار فیلسوف و در نتیجه داشتن یک حکومت اشرافی، مطلوب‌ترین نوع حکومت است.

### ارسطو
ارسطو در کتاب «سیاست» دربارهٔ چرخه حکومت‌ها می‌نویسد. او باورمند است این چرخه با سلطنت شروع و به هرج و مرج ختم می‌شود و دوباره شروع نمی‌شود. وی همچنین از دموکراسی به عنوان شکل منحط حکومت توسط بسیاری یاد می‌کند و شکل فضیلت مند را «politeia» می‌نامد که اغلب به عنوان دموکراسی قانون اساسی ترجمه می‌شود. این گذار اغلب با خشونت و آشفتگی همراه خواهد بود و بخش زیادی از چرخه با اشکال منحط حکومت سپری می‌شود. ارسطو در مورد اینکه چگونه چرخه را می‌توان متوقف کرد یا کاهش داد، چندین گزینه ارائه کرده‌است:
- حتی با جزئی‌ترین تغییرات در قوانین اصلی و قانون اساسی باید مخالفت کرد زیرا با گذشت زمان تغییرات کوچک منجر به دگرگونی کامل می‌شود.
- در آریستوکراسی و دموکراسی دوره تصدی حاکمان باید بسیار کوتاه باشد تا از مستبد شدن آنها جلوگیری شود.
- تهدیدهای خارجی، واقعی یا خیالی، آرامش داخلی را حفظ می‌کند.
- سه نظام اساسی دولتی را می‌توان در یک نظام ترکیب کرد و بهترین عناصر هر کدام را در نظر گرفت.
- اگر فردی بیش از حد قدرت سیاسی، پولی یا نظامی به دست آورد، باید از پولیس اخراج شود.
- قاضی و دادرس هرگز نباید برای تصمیم‌گیری پول بپذیرند.
- طبقه متوسط باید بزرگ باشد.
- مهم‌ترین نکته برای ارسطو در حفظ قانون اساسی، تحصیلات است: اگر همه شهروندان از قانون، تاریخ و قانون اساسی آگاه باشند، برای حفظ یک حکومت خوب تلاش خواهند کرد.

### سیسرو
کوینتوس تولیوس سیسرو در کتاب فلسفی De re publica، آناسیکلوس را توصیف می‌کند. نسخه او از آناسیکلوس به شدت از نوشته‌های پولیبیوس الهام گرفته شده‌است. سیسرو بر خلاف پولیبیوس استدلال می‌کند تا زمانی که جمهوری روم به فضایل باستانی خود (منش نیاکان) بازگردد، دولت روم می‌تواند پیروز شود و با وجود حکومت مختلط خود، تسلیم چرخه مضر نخواهد شد.

### ماکیاولی
ماکیاولی که در دوران رنسانس می‌نوشت، به نظر می‌رسد نسخه پولیبیوس از چرخه را پذیرفته باشد. پذیرش آنا سیکلوز توسط ماکیاولی را می‌توان در کتاب اول، فصل دوم «گفتارهای ماکیاولی» او مشاهده کرد. اگرچه ماکیاولی ایده ساختار دایره ای را که در آن انواع دولت‌ها متناوب می‌شوند، اتخاذ می‌کند. او این ایده پولیبیوس را نمی‌پذیرد که چرخه به‌طور طبیعی از طریق الگوی مشابهی از دولت‌ها شکل می‌گیرد.

## نظریه‌های سده ۱۹ و ۲۰
توماس کارلایل (۱۷۹۵–۱۸۸۱) تاریخ را به گونه‌ای تصور می‌کرد که گویی ققنوس است و در مراحلی شبیه به فصول رشد می‌کند و می‌میرد. او انقلاب فرانسه را خاکستر یا زمستان تمدن اروپا می‌دید و این که لزوماً از آوارها ساخته می‌شد. فیلسوف روسیه، نیکولای دانیلفسکی (۱۸۲۲–۱۸۸۵)، در کتاب «روسیه‌ی اروپا» (۱۸۶۹)، بین تمدن‌های مختلف کوچک‌تر (مصری، چینی، ایرانی، یونانی، رومی، آلمانی، اسلاوی و غیره) تفاوت قایل شد. او نوشت هر تمدن یک چرخه حیات دارد و در پایان سده نوزدهم تمدن رومی-آلمانی رو به زوال بود، در حالی که تمدن اسلاو به عصر طلایی خود نزدیک می‌شد. نظریه مشابهی توسط اسوالد اشپنگلر (۱۸۸۰–۱۹۳۶) ارائه شد که در کتاب «انحطاط غرب (۱۹۱۸) نیز استدلال کرد تمدن غرب وارد مرحله نهایی توسعه خود شده بود و زوال آن اجتناب ناپذیر بود.
اولین نظریه چرخه اجتماعی در جامعه‌شناسی توسط جامعه‌شناس و اقتصاددان ایتالیایی ویلفردو پارتو (۱۵ ژوئیه ۱۸۴۸–۱۹ اوت۱۹۲۳) در کتاب «رساله‌ای در باب جامعه‌شناسی عمومی» (۱۹۱۶) مطرح شد. او نظریه خود را بر مفهوم نخبگان طبقه اجتماعی متمرکز کرد که آن را به «روباه» حیله‌گر و «شیر» خشن تقسیم کرد. در نگاه او به جامعه، قدرت پیوسته از «روباهان» به «شیران» می‌رسد و بالعکس.
نظریه چرخه جامعه‌شناختی نیز توسط پیتیریم سوروکین (۱۸۸۹–۱۹۶۸) در کتاب «پویایی اجتماعی و فرهنگی» (۱۹۳۷، ۱۹۴۳) توسعه یافت. او جوامع را بر اساس «ذهنیت فرهنگی» طبقه‌بندی کرد که می‌تواند ایده‌آلانه (با واقعیت معنوی)، حسی (با واقعیت مادی) یا ایده‌آلیستی (ترکیبی از این دو) باشد. وی غرب معاصر را به عنوان تمدنی متشخص برای پیشرفت فناوری تعبیر کرد و سقوط آن را به انحطاط و ظهور یک عصر ایده‌آلیستی یا ایده‌آلیستی جدید پیش‌بینی کرد.
الکساندر دلوفئو (۱۹۰۳–۱۹۷۸) یک مدل ریاضی از چرخه‌های اجتماعی ایجاد نمو و ادعا می‌کرد با حقایق تاریخی مطابقت دارد. او در کتاب «ریاضیات تاریخ» (در سال ۱۹۵۱ در زبان کاتالانی، منتشر شد) استدلال می‌کند تمدن‌ها و امپراتوری‌ها چرخه‌هایی را طی می‌کنند. وی ادعا می‌کند هر تمدن حداقل از سه چرخه ۱۷۰۰ ساله عبور می‌کند. به عنوان بخشی از تمدن‌ها، امپراتوری‌ها به‌طور متوسط ۵۵۰ سال عمر می‌کنند. وی همچنین اظهار داشت با شناخت ماهیت این چرخه‌ها می‌توان چرخه‌ها را به گونه‌ای اصلاح کرد که تغییر به جای اینکه منجر به جنگ شود، صلح آمیز باشد. دلوفئو باورمند بود منشأ هنر رمانسک را در طول سده نهم در منطقه‌ای بین امپوردا و روسیلون یافته‌است، که او باورمند بود مهد چرخه دوم تمدن اروپای غربی است.

## نظریه‌های معاصر
یکی از مهم‌ترین یافته‌های اخیر در بررسی فرآیندهای اجتماعی پویا در درازمدت، کشف چرخه‌های سیاسی – جمعیتی به عنوان یک ویژگی اساسی از پویایی‌های نظام‌های پیچیده نظام ارضی بود.

### نظام‌های حزب ایالات متحده
ایالات متحده در طول تاریخ خود شش نظام حزبی داشته‌است. هر کدام یک پلتفرم مشخص و مجموعه‌ای از حوزه‌های انتخابیه هر یک از دو حزب اصلی است. یک نظام حزبی جدید از یک انفجار اصلاحات و در برخی موارد، از هم پاشیدگی یک حزب در نظام پیشین پدیدار می‌شود (اول: فدرالیست، دوم: ویگ).

### چرخه‌های کلینگبرگ سیاست خارجی ایالات متحده
فرانک کلینگبرگ یک نظریه چرخه‌ای از سیاست خارجی ایالات متحده ارائه کرده‌است. او بیان می‌کند ایالات متحده به‌طور متناوب بین فازهای برون‌گرا - مراحلی شامل ماجراجویی‌های نظامی، به چالش کشیدن سایر کشورها، و الحاق قلمرو - و فازهای درون‌گرا - فازهایی بدون وجود این فعالیت‌ها - تغییر می‌کند.